# Синя щитоноса райска птица
Синята щитоноса райска птица (Ptiloris victoriae) е вид птица от семейство Райски птици (Paradisaeidae).

## Разпространение и местообитание
Разпространен е в Австралия.